# Евгений I (епископ Византийский)
Епископ Евгений I (греч. Ευγένιος Α ум. 265) - епископ Византийский, занимавший кафедру на протяжении 25 лет (240-265 гг.). Предшественником Епископа Евгения I был епископ Кастин, а его преемником являлся епископ Тит. Епископ Евгений I упоминается в хрониках Псевдо-Симеона Логофета и Георгия Кедрина как 2-й епископ Византия, который занимал кафедру в течение 25 лет.
Существуют некоторые разногласия по поводу времени правления Евгения I. Некоторые историки утверждают, что Евгений I занимал кафедру с 237 года. Но по данным троих летописцев Псевдо-Симеона, Логофета и Георгия Кедрина Епископ Евгений I занимал кафедру на протяжении 25 лет.
Кроме того, епископ Евгений I упоминается у хронистов К-поля и патриарха Никифора I.

В Житии упоминается, что Епископ Евгений I был рукоположен в 240 году и занял пост кафедры второго епископа Византия.